# Saint-Cosme
Saint-Cosme település Franciaországban, Haut-Rhin megyében. Lakosainak száma 77 fő (2022. január 1.). Saint-Cosme Bellemagny, Guevenatten, Reppe, Vauthiermont és Bréchaumont községekkel határos.

## Népesség
A település népessége az elmúlt években az alábbi módon változott:
| Lakosok száma | 93   | 95   | 96   | 91   | 87   | 83   | 81   | 79   | 77   |
|               | 2013 | 2015 | 2016 | 2017 | 2018 | 2019 | 2020 | 2021 | 2022 |